# Gas Blau

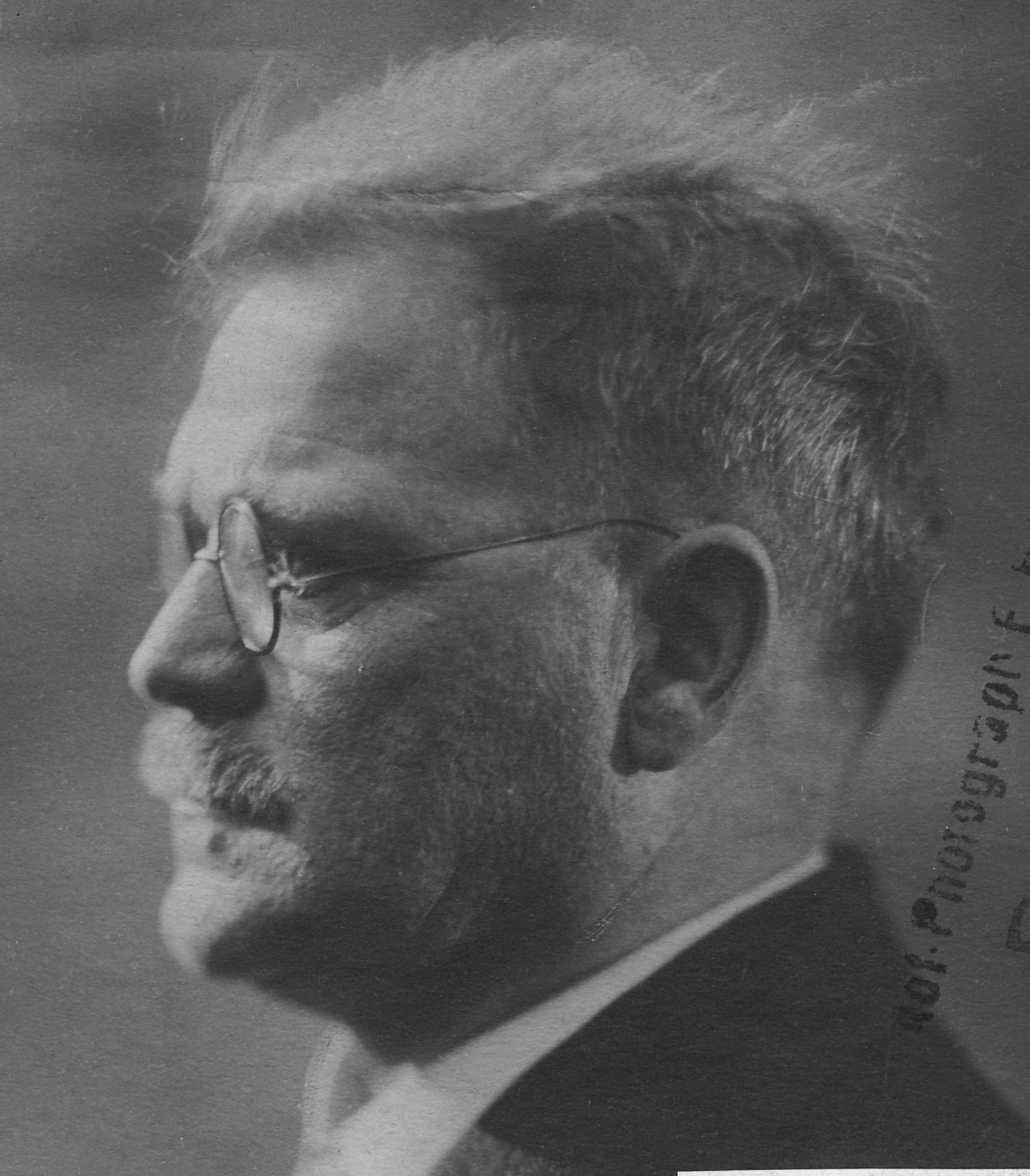
Dr. Hermann Blau

El gas Blau (en alemany, Blaugas), versió primitiva (1904), i precursor dels gasos liquats de petroli (GLP) actuals, és un "gas combustible artificial" d'enllumenat similar al propà emprat avui dia. En contra del que el seu nom pugui donar a entendre (amb una mala interpretació), no és blau sinó incolor, va ser anomenat així en honor del seu inventor, el químic alemany Hermann Blau d'Augsburg, qui el va sintetitzar per primera vegada l'any 1904.
Encara que amb uns percentatges diametralment oposats, la composició química del gas Blau era similar al gas d'aigua però a diferència d'aquell (gas d'aigua), no contenia monòxid de carboni. Un altre fet, també molt important, és que el gas Blau tenia major energia específica que cap altre gas de síntesi dels produïts en aquell moment.
Es fabricava descomponent el petroli en retortes, per l'acció de la calor i comprimint la nafta resultant fins a liquar-la. Es transportava en estat líquid, i després -al fer disminuir la pressió- el compost tornava al seu estat gasós. El gas blau s'utilitzava per a la il·luminació i la calefacció. Una forma menys pura, coneguda com a gas pintsch, s'havia utilitzat també, al final del segle xix i principis del segle xx, en els motors d'automòbils, en alguns tipus de cuina i en l'enllumenat urbà.

## Història

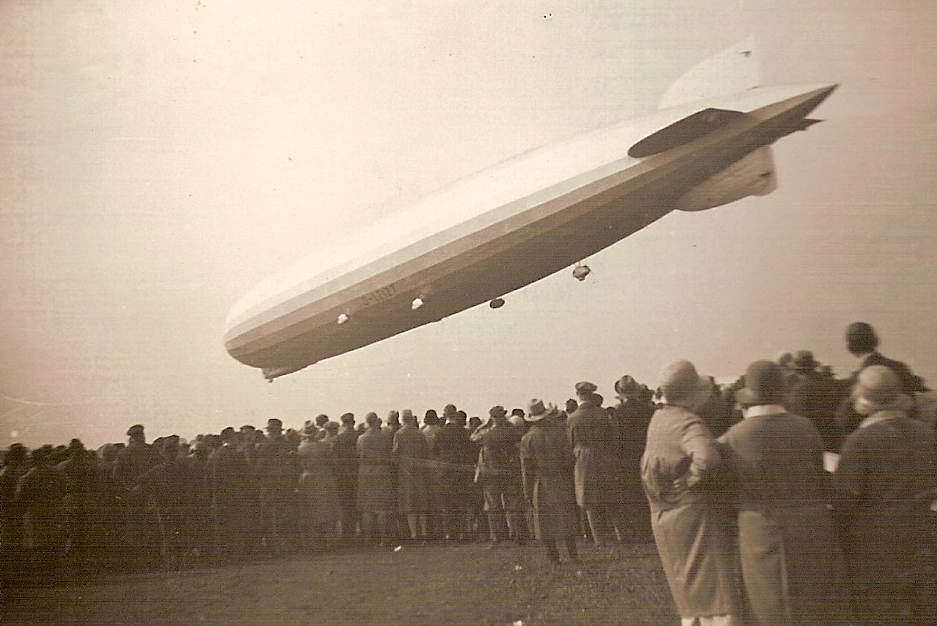
El gas Blau utilitzat pel LZ 127 Graf Zeppelin

La primera planta de destil·lació es va construir als Estats Units el 1912, començant la distribució comercial el 1920. L'èxit aconseguit va produir la seva ràpida introducció a Europa, incloent França, Bèlgica, els Països Baixos i Alemanya. Durant la Segona Guerra Mundial l'ús predominant va ser com a combustible per a vehicles, però després va començar la seva utilització domèstica i industrial.
El gas blau es va fer famós, però, com a combustible per als motors del LZ 127 Graf Zeppelin. Per a aquest ús tenia diversos avantatges sobre la gasolina, ja que no era explosiu, i el seu pes en estat gasós era similar al de l'aire atmosfèric, així al cremar i reemplaçar el seu volum amb aire no s'afegia pes addicional al dirigible, i s'evitava la necessitat d'ajustar les variables del vol.
El successor més modern d'aquest gas el GLP (de diferent composició i mètode d'obtenció) s'utilitza encara en els llocs on no arriba el gas natural, ja sigui perquè la cobertura de distàncies importants o la baixa densitat de població fan antieconòmica la construcció de xarxes d'infraestructura. En aquests casos, per a ús domèstic o de petites indústries, s'utilitzen dipòsits autònoms de GLP, alimentats periòdicament per camions cisterna.

## Composició
El gas Blau conté aproximadament el 50% d'olefines (alcans), el 37% de metà i altres alcans, el 6% d'hidrogen i la resta és aire. Compta amb una energia específica de 15.349 kcal/m 3 o 3000 Hefnerkerze. Cal remarcar de forma especial que el gas Blau no contenia monòxid de carboni, fet que, a part dels percentatges, el desmarca completament del gas d'aigua.